# Simon Clarke
Simon Clarke (Melbourne, 18 de juliol de 1986) és un ciclista australià, professional des del 2006. Actualment corre a l'equip Israel-Premier Tech. En el seu palmarès destaquen dues victòries d'etapa a la Volta a Espanya, el 2012 i 2018, i una al Tour de França de 2022.

## Palmarès en pista
- 2004
  -  Campió del món júnior en Persecució per equips, amb Michael Ford, Matthew Goss i Miles Olman
- 2006
  -  Campió d'Austràlia de Madison, amb Miles Olman

## Palmarès en ruta
- 2005
  -  Campió d'Austràlia en ruta per equips sub-23
  - 1r al Baw Baw Classic
  - 1r al Tour of the Murray River
  - Vencedor d'una etapa del Giro de les Regions
- 2006
  - Vencedor d'una etapa de la Volta a Navarra
- 2008
  -  Campió d'Austràlia en ruta sub-23
  - Vencedor d'una etapa de la Volta al Japó
  - 1r al Trofeu Ciutat de San Vendemiano
- 2012
  - Vencedor d'una etapa a la Volta a Espanya
    -  1r del Gran Premi de la Muntanya
- 2014
  - 1r a la Herald Sun Tour i vencedor d'una etapa
- 2016
  - 1r al Gran Premi de la indústria i l'artesanat de Larciano
- 2018
  - Vencedor d'una etapa a la Volta a Espanya
- 2020
  - 1r a La Drôme Classic
- 2022
  - Vencedor d'una etapa al Tour de França

### Resultats al Tour de França
- 2013. 68è de la classificació general
- 2014. 113è de la classificació general
- 2017. 86è de la classificació general
- 2018. 100è de la classificació general
- 2019. 61è de la classificació general
- 2021. 123è de la classificació general
- 2022. No surt (15a etapa). Vencedor d'una etapa
- 2023. 109è de la classificació general

### Resultats a la Volta a Espanya
- 2012. 77è de la classificació general. Vencedor d'una etapa.  1r del Gran Premi de la Muntanya
- 2013. 69è de la classificació general
- 2013. 70è de la classificació general
- 2016. No surt (11a etapa)
- 2017. 157è de la classificació general
- 2018. 46è de la classificació general. Vencedor d'una etapa

### Resultats al Giro d'Itàlia
- 2015. 63è de la classificació general
- 2016. 67è de la classificació general
- 2020. 75 de la classificació general
- 2023. No surt (16a etapa)